# Морфологический каталог кратеров Луны
«Морфо́логический каталог кра́теров Луны́» — под общей редакцией В. В. Шевченко, издан издательством Московского университета в 1987 году.
В справочнике приведены координаты, диаметры и морфологические признаки 14 923 кратеров Луны, диаметром более 10 км. Справочник является совместным проектом ГАИШ МГУ и ЛВТА ОИЯИ (отдел А. А. Карлова). Измерения проводились на просмотровом столе БПС-75.
Точность изображения кратеров на видимой и на обратной стороне, на «Полной карте Луны» различна: ±0,2° на видимой стороне и ±0,5° на обратной (в некоторых случаях более 1°). Полученные при сравнении отклонения по широте и долготе находятся в этих пределах. Расхождения в определении диаметров кратеров составляют в среднем ±2 км для кратеров диаметром от 10 до 50 км и ±5—10 км для более крупных кратеров. Такой характер отклонений следует считать нормальным, так как кратеры на «Полной карте Луны», главный масштаб которой 1 : 5 000 000 (в 1 мм — 5 км), изображены методом полутоновой отмывки, а сравнение ведется[кем?] с совершенно независимым материалом, подготовленным в США (IAU).